# تل النهر
تل النهر قرية سورية تتبع ناحية مركز حماة في منطقة مركز حماة في محافظة حماة. بلغ عدد سكانها 1507 نسمة في عام 2004 حسب إحصاء المكتب المركزي للإحصاء.

## وصلات خارجية
- الوحدات الإدارية في محافظة حماة